# جان هانت مورگان
جان هانت مورگان (انگلیسی: John Hunt Morgan؛ ۱ ژوئن ۱۸۲۵ – ۴ سپتامبر ۱۸۶۴) یک فرد نظامی اهل ایالات متحده آمریکا بود. او یک افسر با درجهٔ ژنرالی از ارتش کنفدراسیون در زمان جنگ داخلی آمریکا بود